# Pennant Point
Pennant Point är en udde i Kanada.   Den ligger i provinsen Nova Scotia, i den sydöstra delen av landet, 1 000 km öster om huvudstaden Ottawa.
Terrängen inåt land är platt. Havet är nära Pennant Point åt sydväst. Trakten är glest befolkad. 